# میامی اسپرینگز (فلوریدا)
میامی اسپرینگز (به انگلیسی: Miami Springs) شهری در شهرستان میامی-دید ایالت فلوریدا است که در سال ۱۹۲۶ بنیان‌گذاری شده‌است. این شهر طبق سرشماری سال ۲۰۱۰ میلادی، ۱۳٬۸۰۹ نفر جمعیت داشته و مساحت آن نیز ۷٫۷ کیلومتر مربع است.